# Chiesa di San Ferreolo (Grosso)
La chiesa di San Ferreolo a Grosso costituisce una testimonianza dell'architettura romanica nel Canavese, importante anche per gli affreschi che conserva al suo interno.

## La chiesa

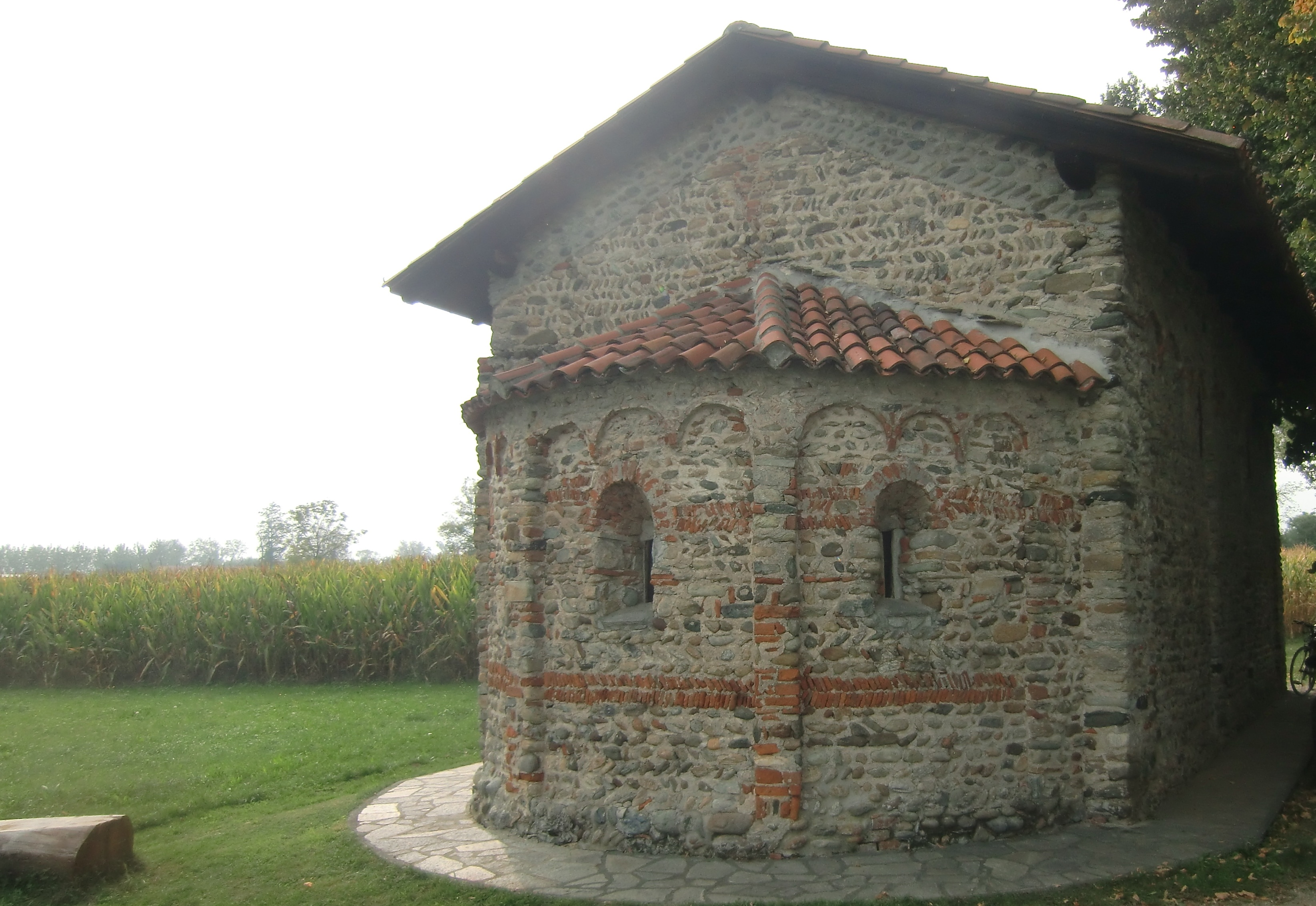
Abside della chiesa

La chiesetta si erge isolata rispetto all'abitato ai limiti della riserva naturale della Vauda; ha in facciata la tipica forma a capanna e termina con un'abside canonicamente rivolta ad oriente. 
La muratura denota una notevole capacità costruttiva con l'impiego di ciottoli di fiume (assieme a mattoni di recupero) disposti a spina di pesce (opera spicata)

La costruzione è databile all'XI secolo. Denotano la sua appartenenza al romanico gli archetti pensili che percorrono l'intero edificio, nonché l'abside semicircolare divisa da lesene in tre specchiature sulle quali si aprono feritoie a doppia strombatura.
Non esiste documentazione relativa al primo periodo di esistenza della chiesa; gli elementi architettonici che risalgono all'XI secolo sono indicativi di una origine benedettina, come si verifica anche per vicine chiese di Santa Maria di Spinerano nel comune di San Carlo Canavese e di San Martino di Liramo a Cirié. 

Nel 1386 la chiesa è già ricordata come dedicata a san Ferreolo (santo francese, patrono di Besançon), e risulta tra le chiese del ciriacese tenute a pagare un tributo (il "cattedratico") alla diocesi di Torino.
All'interno della chiesetta sono presenti due interessanti cicli di affreschi medievali di epoche diverse: quello presente nell'abside costituisce una rilevante testimonianza dell'arte romanica nel Basso Canavese; sulla parete di sinistra trovano posto affreschi del XV secolo in cui spicca la raffigurazione allegorica delle Virtù e della Cavalcata dei Vizi.

## Gli affreschi dell'abside

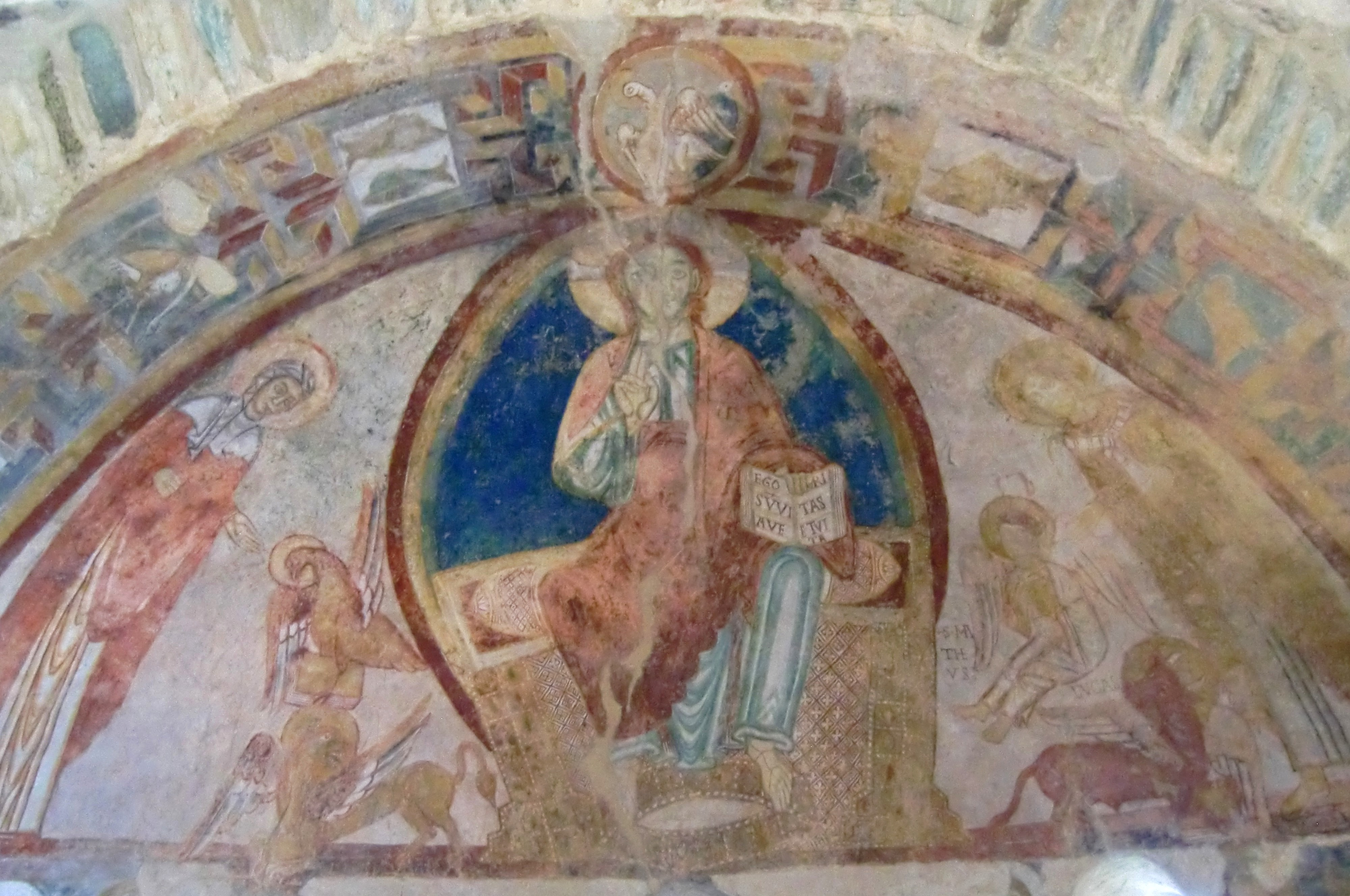
Affreschi romanici nel catino dell'abside

Come avviene con frequenza nelle chiese romaniche, anche nella chiesetta di San Ferreolo il catino absidale è occupato da decorazioni a fresco in cui domina la figura del Cristo Pantocratore posto in una "mandorla" di luce e circondato dai simboli del Tetramorfo. I colori impiegati su di uno sfondo chiaro, sono il giallo d'ocra accostato a diverse gradazioni di rosso, mentre il fondale della mandorla è di un blu cupo. Il Cristo (il cui volto appare oggi lacerato da una crepa) è rappresentato in atto benedicente mentre con la mano sinistra regge un libro aperto su cui si legge Ego sum via veritas et vita (Giovanni, 14, 6); è assiso su un elegante cuscino oblungo ed un drappo finemente ricamato. Curiose sono le quattro figure simboleggianti gli Evangelisti: "una fauna veramente romanica per fantasia e libertà di tracciato (dalla coda lanceolata del leone, allo scatto del muso del torello vinato, alla giravolta dell'angelo)". Alle due estremità del catino absidale compaiono la figura elegante e slanciata della Madonna e quella di San Giovanni (le due figure che più frequentemente compaiono ai piedi della croce). Nel registro inferiore sono rappresentati i dodici apostoli, che presentano curiosamente aureole alternativamente chiare e scure. Il deterioramento della superficie pittorica non consente qui di apprezzare l'abilità esecutiva e la sensibilità cromatica, se non per alcuni degli apostoli in parte recuperati dal restauro.

Nell'intradosso dell'arco che delimita l'abside si osserva, al centro, sopra il volto del Cristo, un tondo con la colomba dello Spirito Santo (anch'essa attraversata da una crepa del muro) e, ai due lati,  un fregio in cui in un motivo a greche si inseriscono figure di animali.
Sono stati sottolineati i legami con l'arte romanica francese di matrice cluniancense ed in particolare con gli affreschi della cappella di Berzé-la-Ville in Borgogna.
(Aldo Moretto, p. 47)

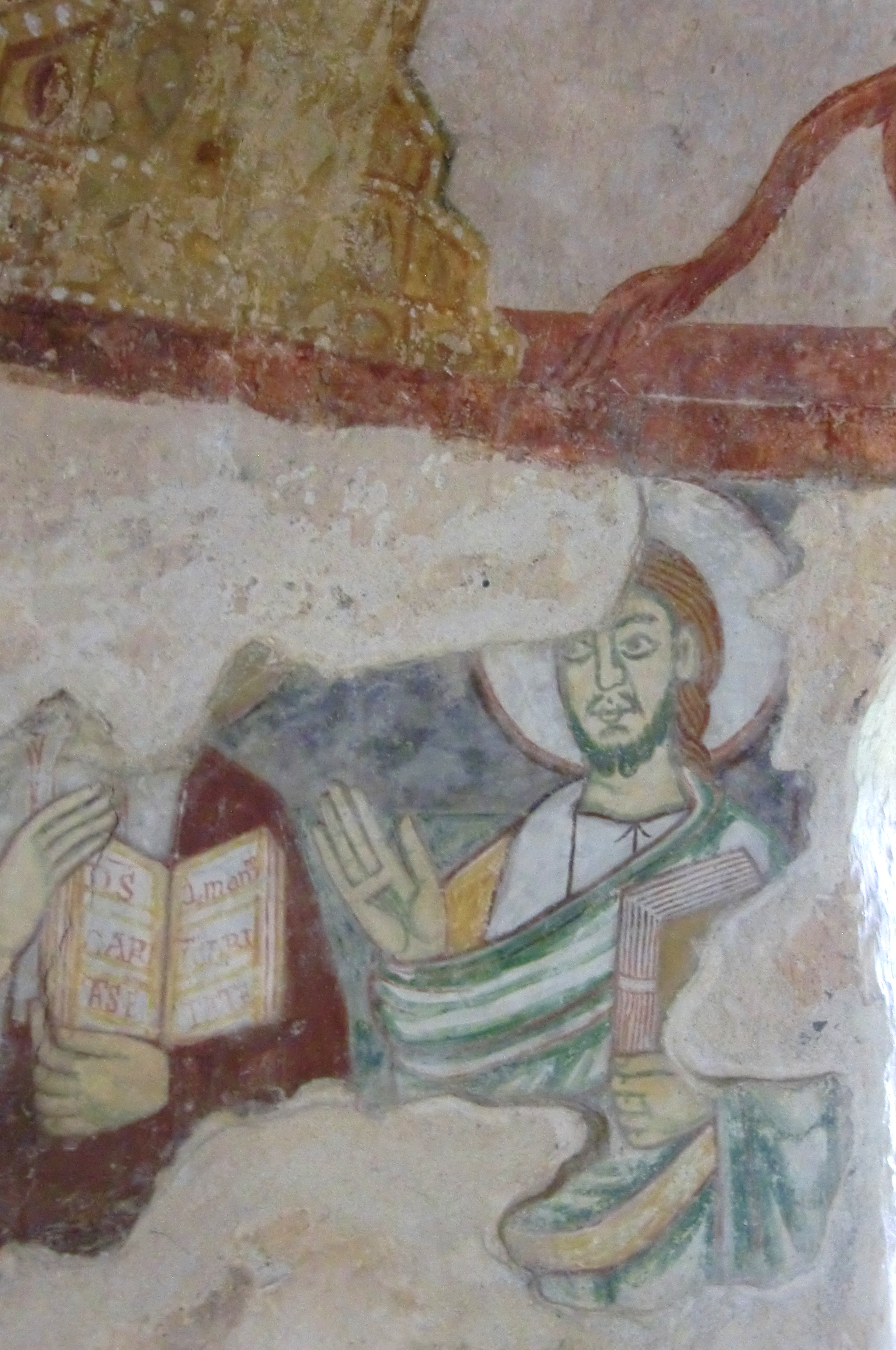
Figura di apostolo nel registro inferiore degli affreschi dell'abside
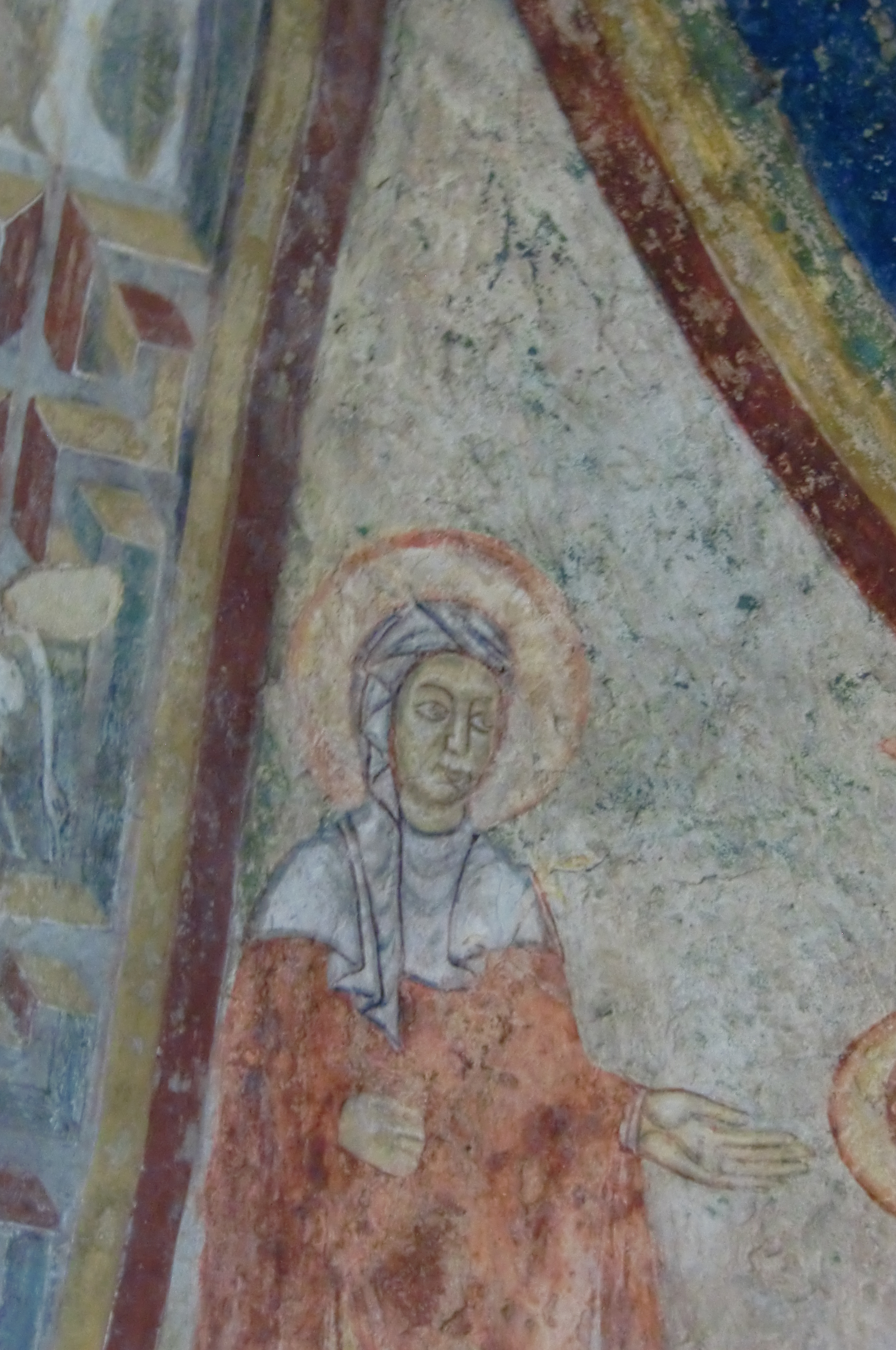
La Madonna nella parte sinistra del catino absidale
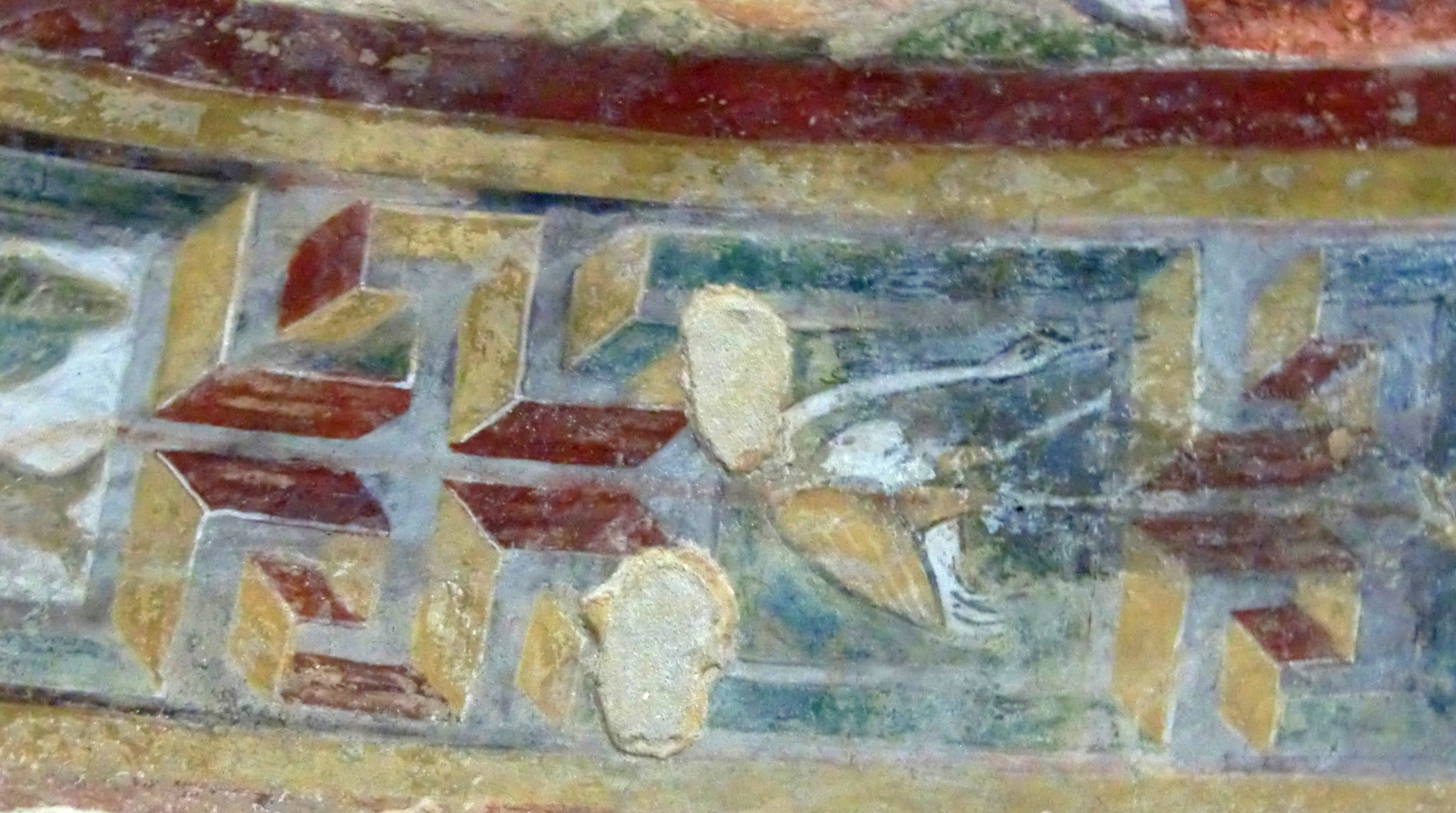
Decorazione dell'intradosso con motivo a greche ed un trampoliere

## Gli affreschi del XV secolo

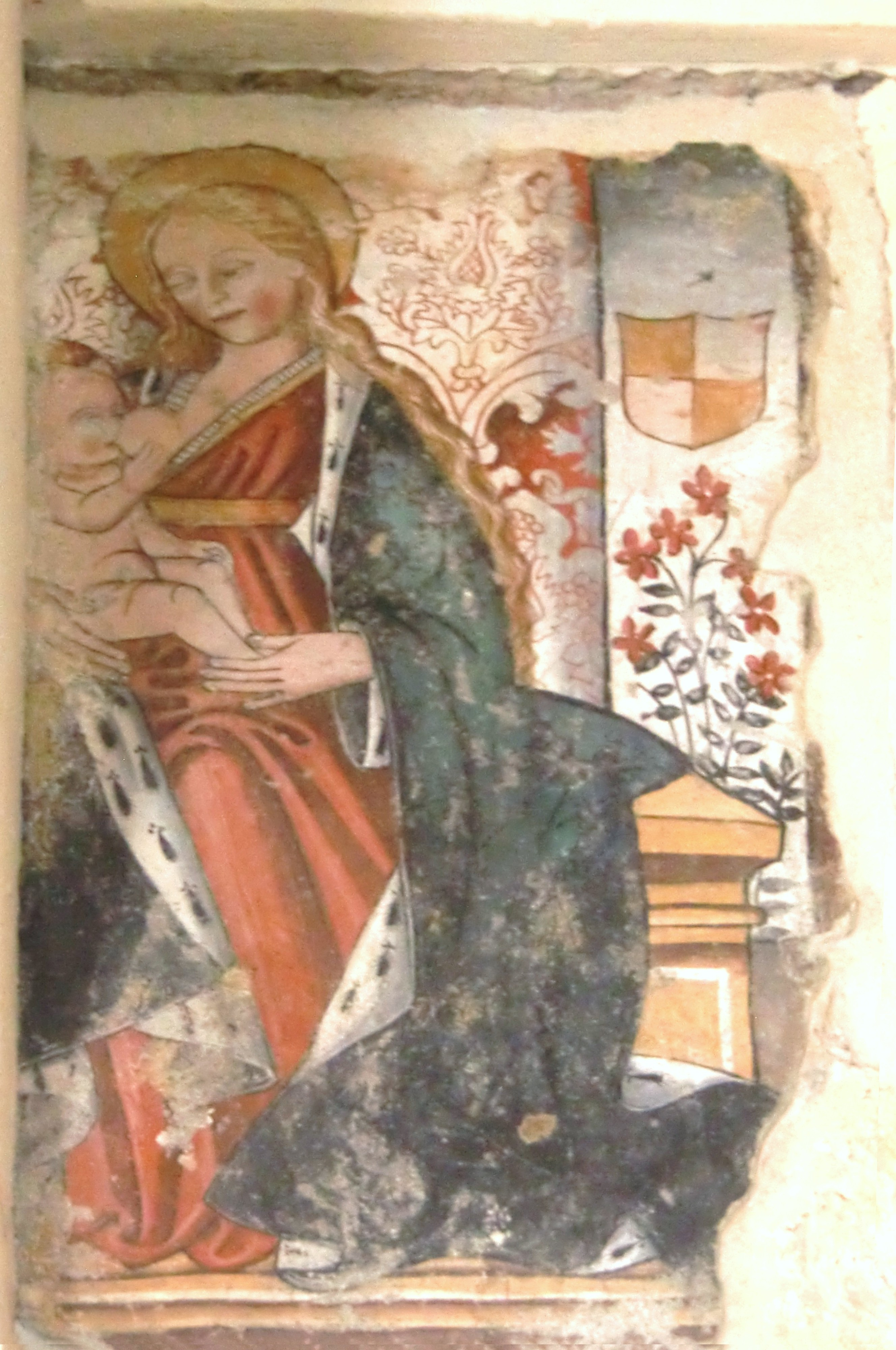
Madonna del latte, 1472

Sulla parete di sinistra della chiesa troviamo una elegante Madonna del Latte (al di sotto della quale compare la data 1472) ed un San Bernardino da Siena che predica da una cattedra. I due affreschi sono interrotti sulla sinistra da uno dei contrafforti costruiti a sostegno del nuovo soffittò che ha sostituito l'originale tetto a capriate, quando ancora non si conosceva la presenza degli affreschi della parete ricoperti uno strato di intonaco.

### Cavalcata dei Vizi e delle Virtù

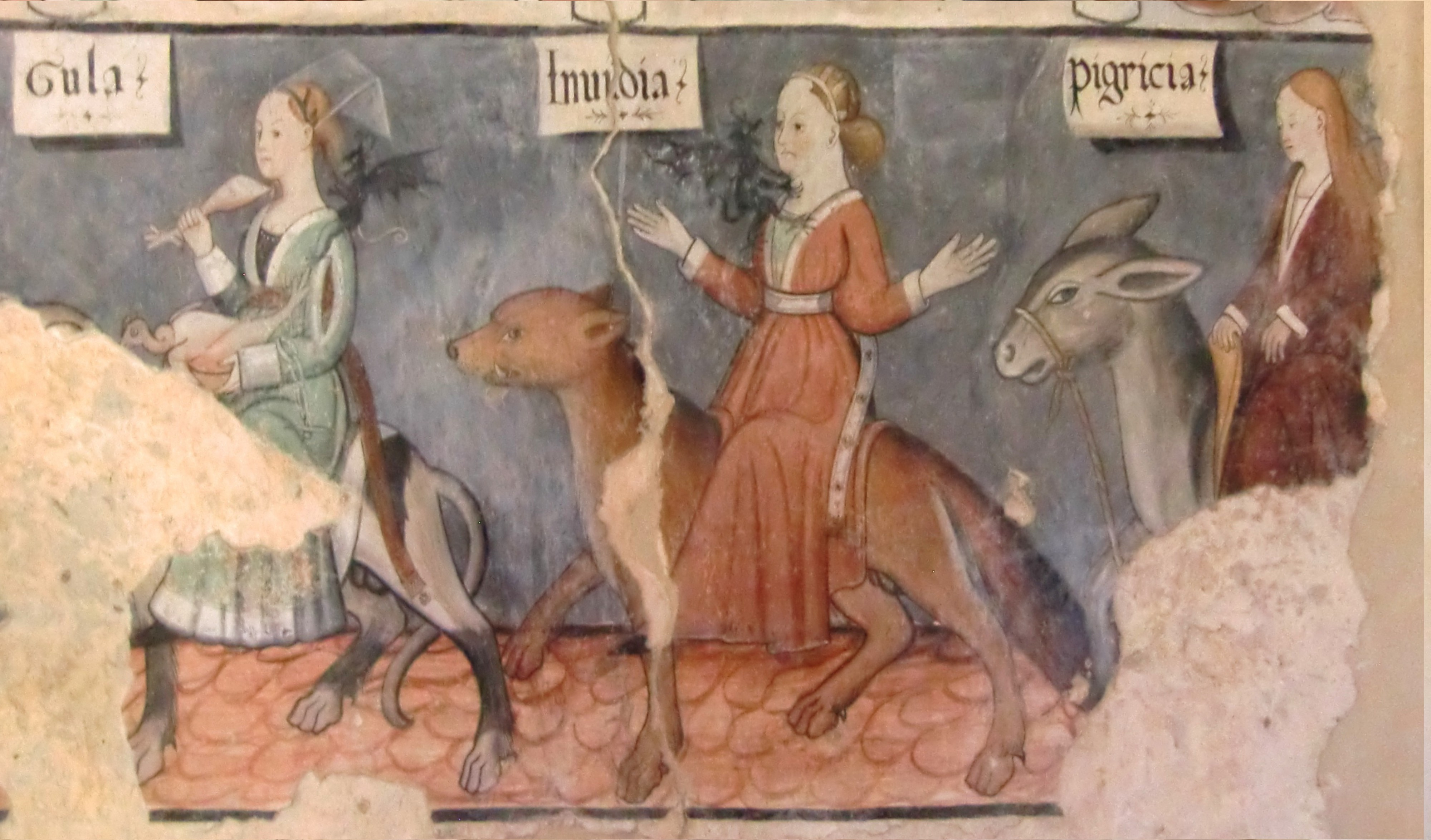
La Cavalcata dei Vizi (allegorie di Gola, Invidia e Pigrizia

La parte più suggestiva del ciclo di affreschi quattrocenteschi, qua e là piuttosto rovinati, è data dalla successione delle immagini allegoriche delle sette Virtù e dei sette Vizi capitali, ognuna identificata da un cartiglio in caratteri gotici. Le raffigurazioni allegoriche delle Virtù trovano posto nella fascia superiore, rappresentate all'interno di una loggetta con sottili colonne che sostengono arcatelle gotiche; ognuna assume la forma di un'esile figura muliebre coronata che indossa un elegante abito e reca alcuni simboli che (oltre al cartiglio) dovrebbero consentirne l'identificazione. Partendo da sinistra abbiamo l'Umiltà (con un agnellino nelle mani), la Carità (che distribuisce monete d'oro a due bimbi nudi posti in basso sulla sua lunga veste rossa), la Pazienza (effigiata come donna che prega, mentre un piccolo angelo le pone in capo una corona); più a destra troviamo, parzialmente ricoperta da un posteriore contrafforte, la Castità (identificabile per la veste bianca ed il giglio che reca in mano), l'Astinenza (che esibisce un piatto con un modesto pasto quaresimale), la Temperanza (intenta, come nell'omologo arcano dei Tarocchi, a travasare pazientemente l'acqua da una brocca all'altra) e infine la Prudenza (connotata, secondo una consuetudine iconografica medievale, da una testa con tre volti diversamente colorati — il passato, il presente ed il futuro — mentre nella mano destra tiene un compasso). 

Nella fascia inferiore troviamo la Cavalcata dei Vizi che assume, secondo un modello abbastanza diffuso nell'arco alpino occidentale , la forma allegorica di sette figure femminili che cavalcano ciascuna una bestia diversa: sono tormentate da neri diavoletti, mentre si dirigono nelle fauci spalancate di un mostro infernale. Ogni figura trova corrispondenza con la Virtù contraria posta nella fascia superiore. Partendo ancora da sinistra abbiamo la Superbia (nella forma di una dama con scettro e scudo che cavalca un leone, mentre un diavoletto le strappa la corona), l'Avarizia (che cavalca una scimmia tenuta con una catena, mentre stringe avidamente in mano un sacchetto di monete), l'Ira (che cavalca un orso e si trafigge la gola con un pugnale); più a destra non è più possibile riconoscere la Lussuria ricoperta da un sostegno della volta (restano visibili solo le zampe del caprone che fungeva da sua cavalcatura); poi s'incontra la Gola (posta a cavallo di un lupo, ormai quasi scomparso, mentre ha in mano una padella con un pollo cucinato da cui ha strappato la coscia che sta addentando); più a destra l'Invidia (raffigurata come dama che cavalca una volpe e tiene le braccia allargate, mentre un diavoletto le si attacca al collo) e, da ultima, la Pigrizia (una dama dimessa, con i lunghi capelli sciolti, ritratta a cavallo di un asino).
È stato osservato che "a Grosso Canavese i Vizi presentano una forma più ricca e charmante delle esili Virtù del registro Superiore"; le dame che compongono la cavalcata e che procedono al suono di una piva suonata da un nero diavolo non sembrano — come già riscontrava Augusto Cavallari Murat — suscitare riprovazione, ma quasi ilarità. Il messaggio moralizzante del ciclo pittorico è affidato alla bocca infernale che attende il corteo.

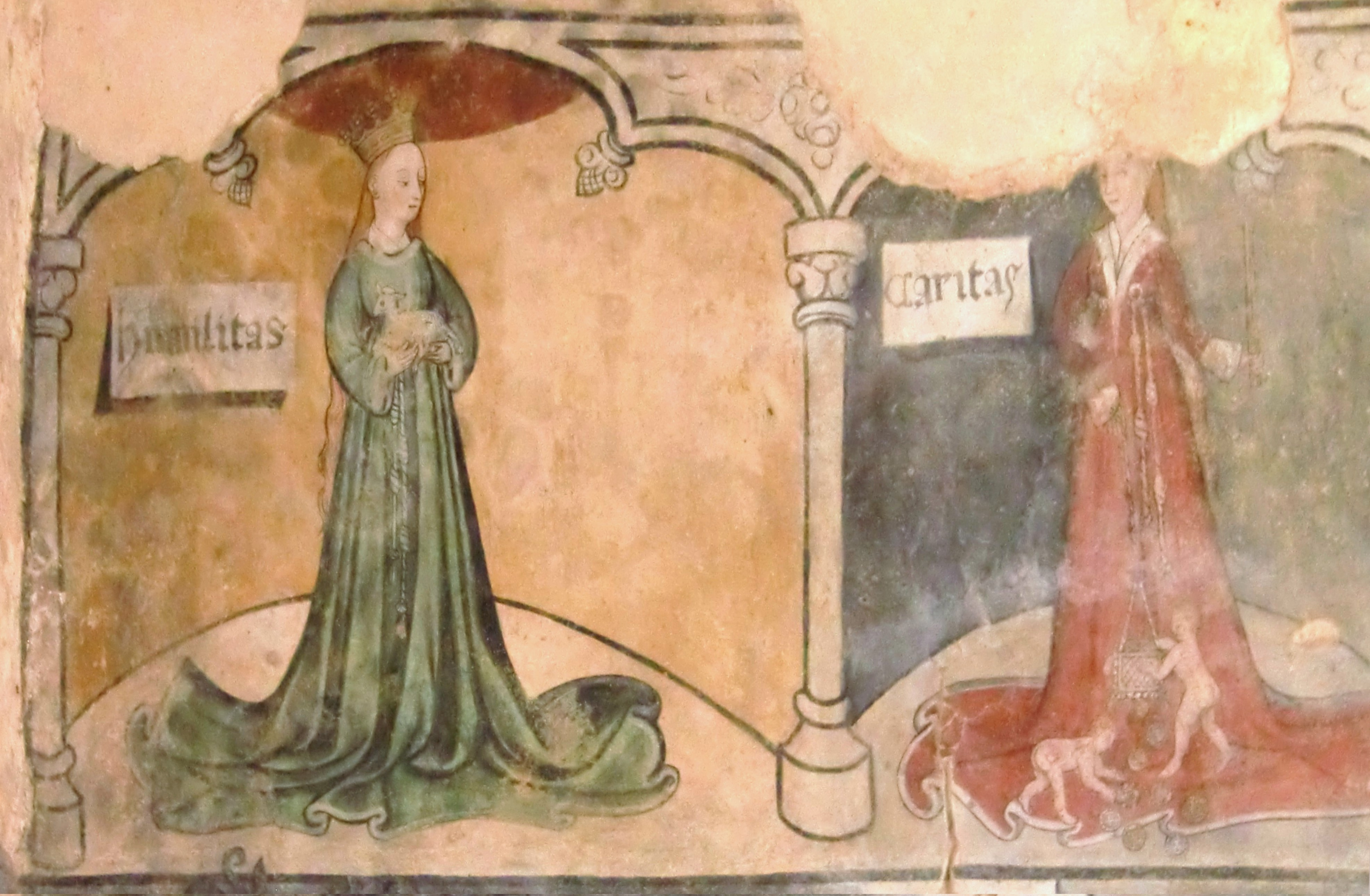
Allegorie della Umiltà e della Carità
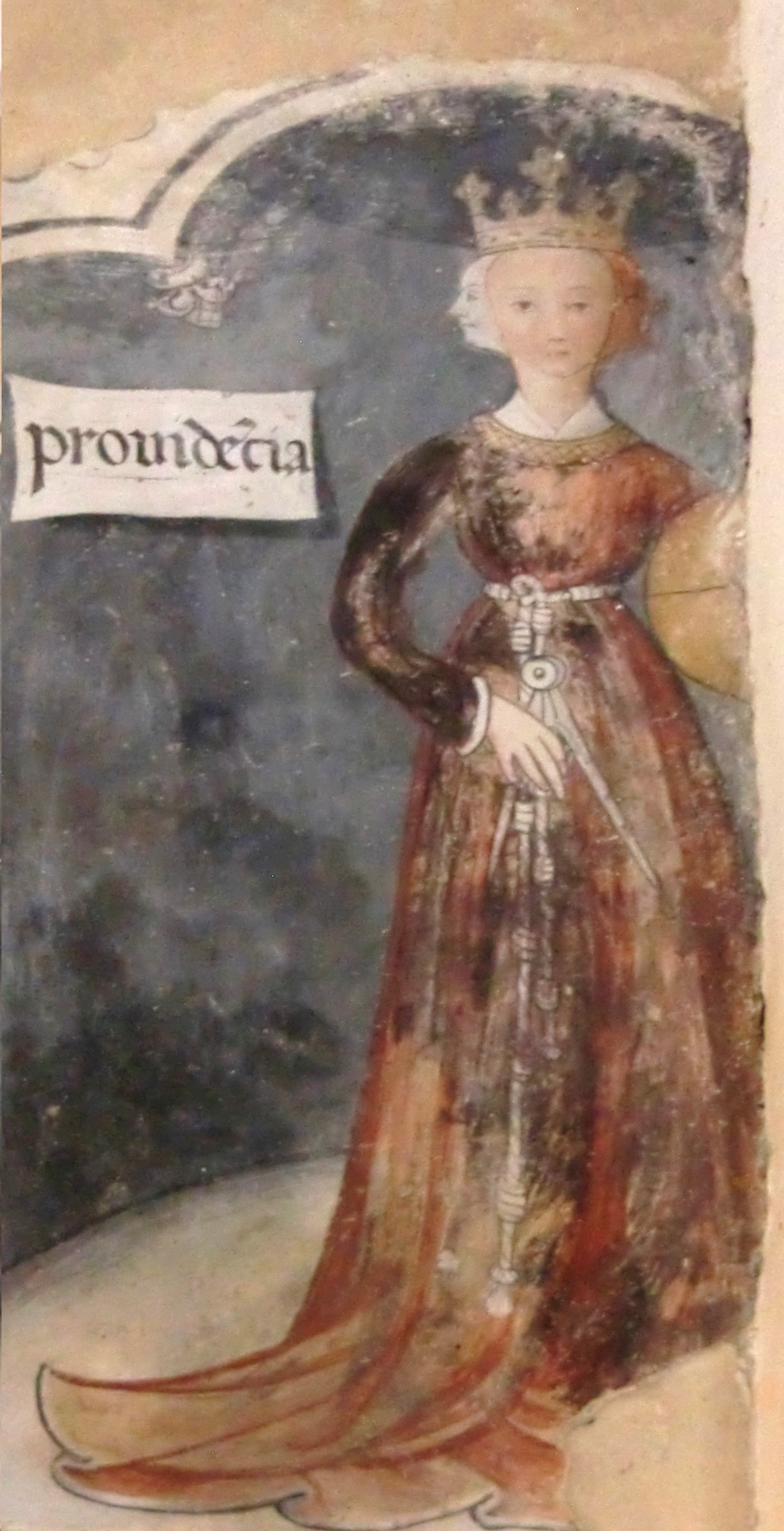
Allegoria della Prudenza
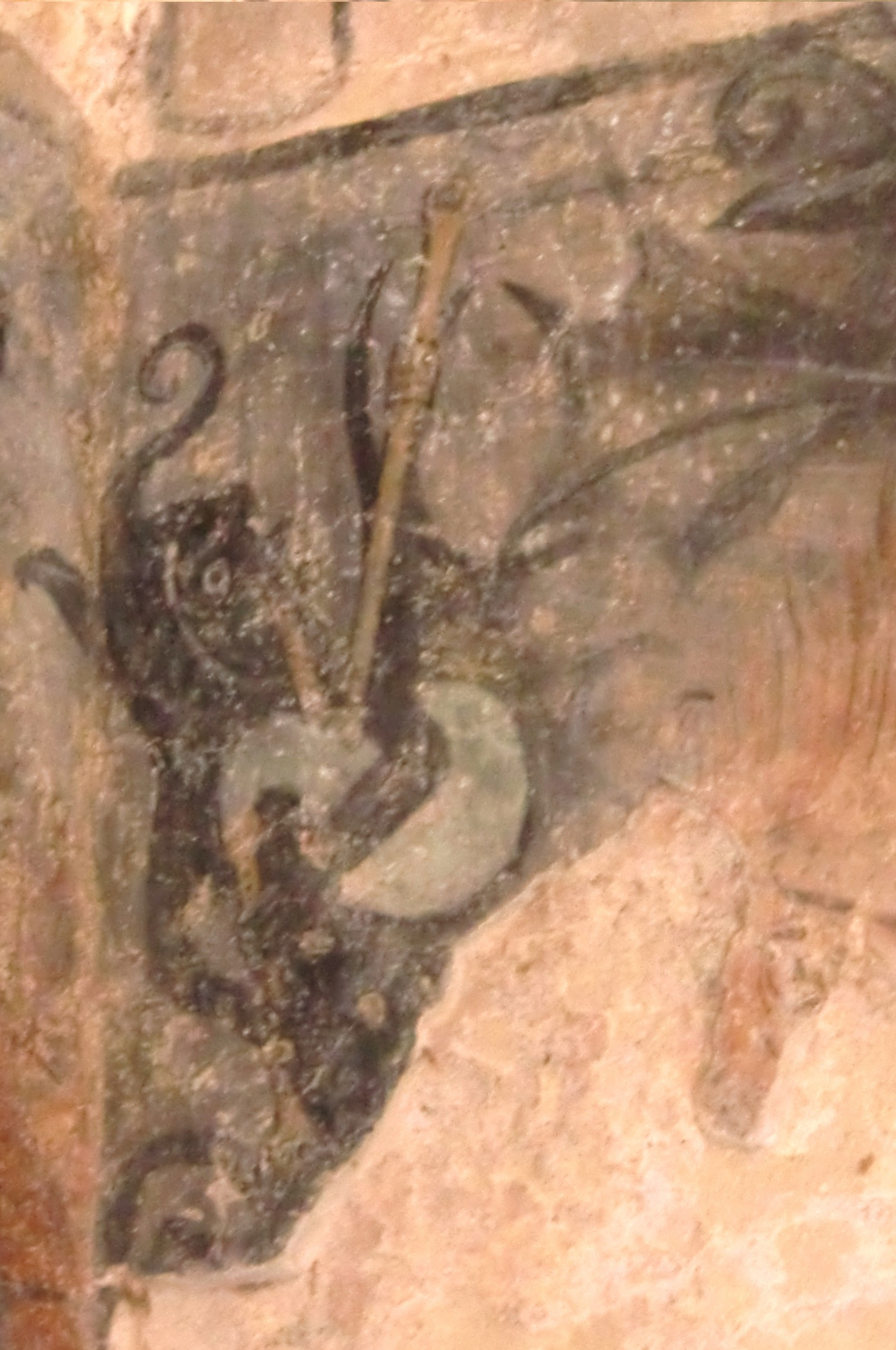
Diavolo che guida la cavalcata dei Vizzi al suono della piva
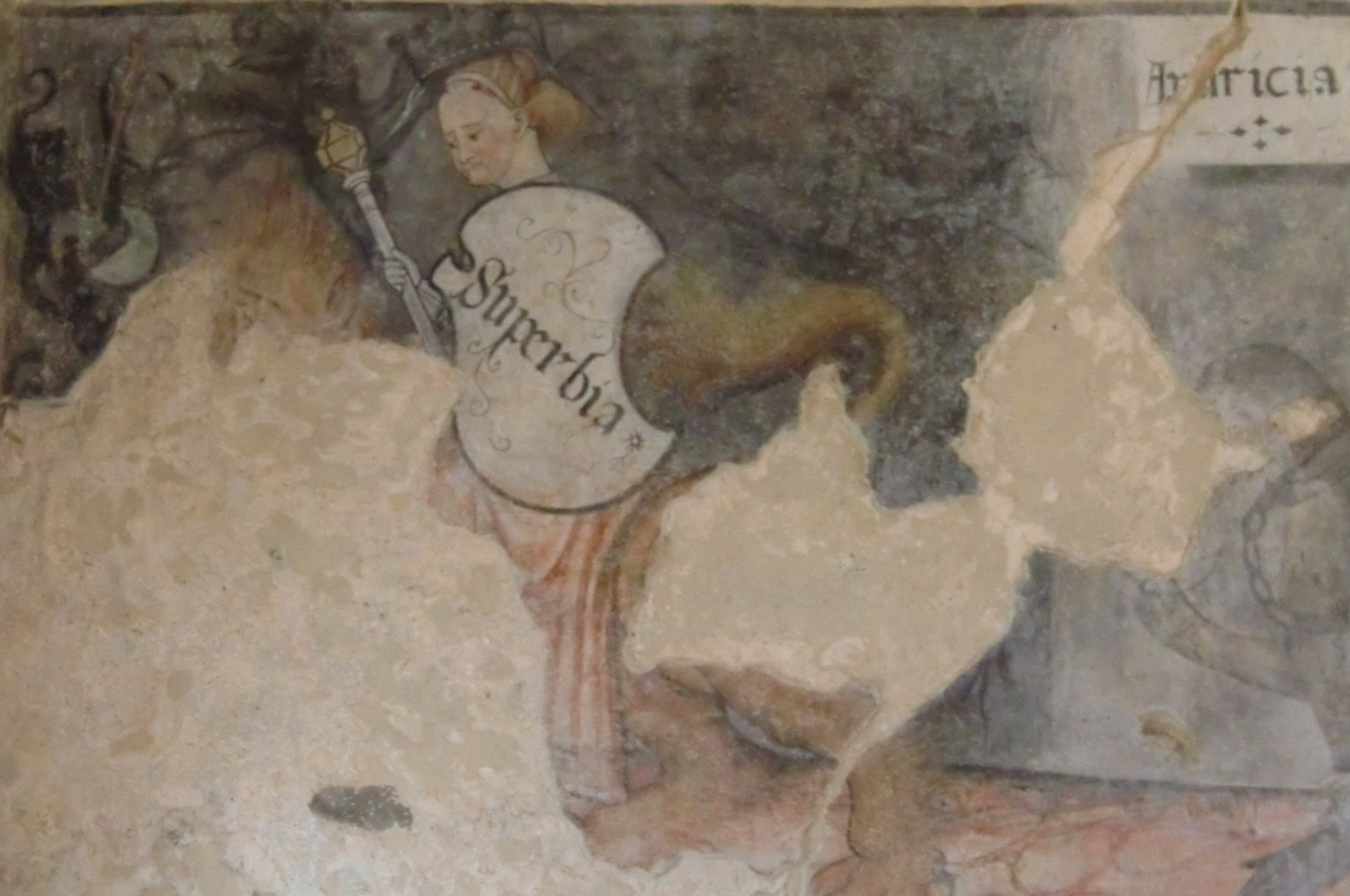
Allegoria della Superbia
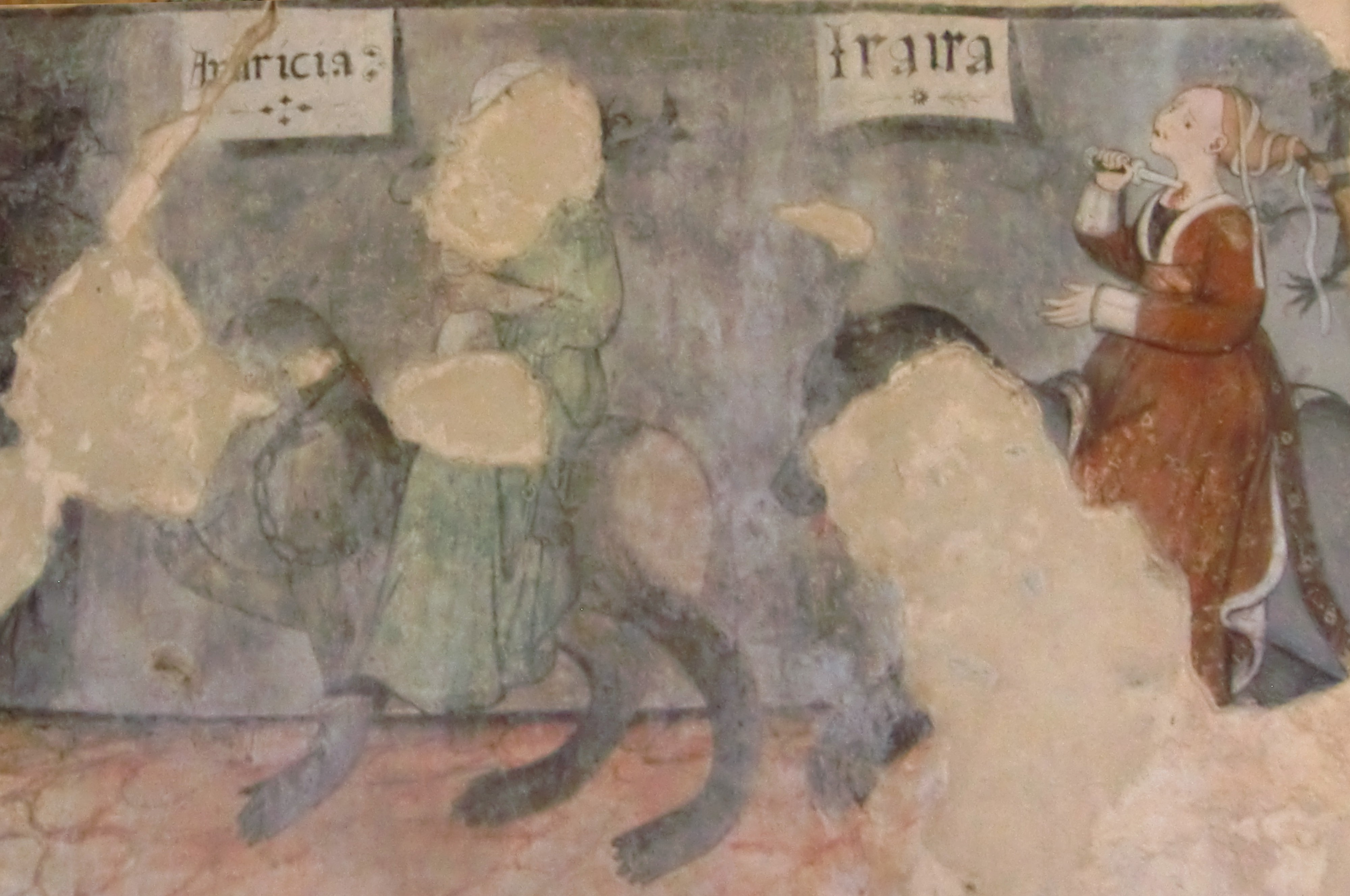
Allegoria della Avarizia e dell'Ira